# Gobius hypselosoma
Gobius hypselosoma és una espècie de peix de la família dels gòbids i de l'ordre dels perciformes.
Els adults poden assolir 25 cm de longitud total. Es troba a Madagascar, Reunió i Maurici.